# 古代美洲人祭

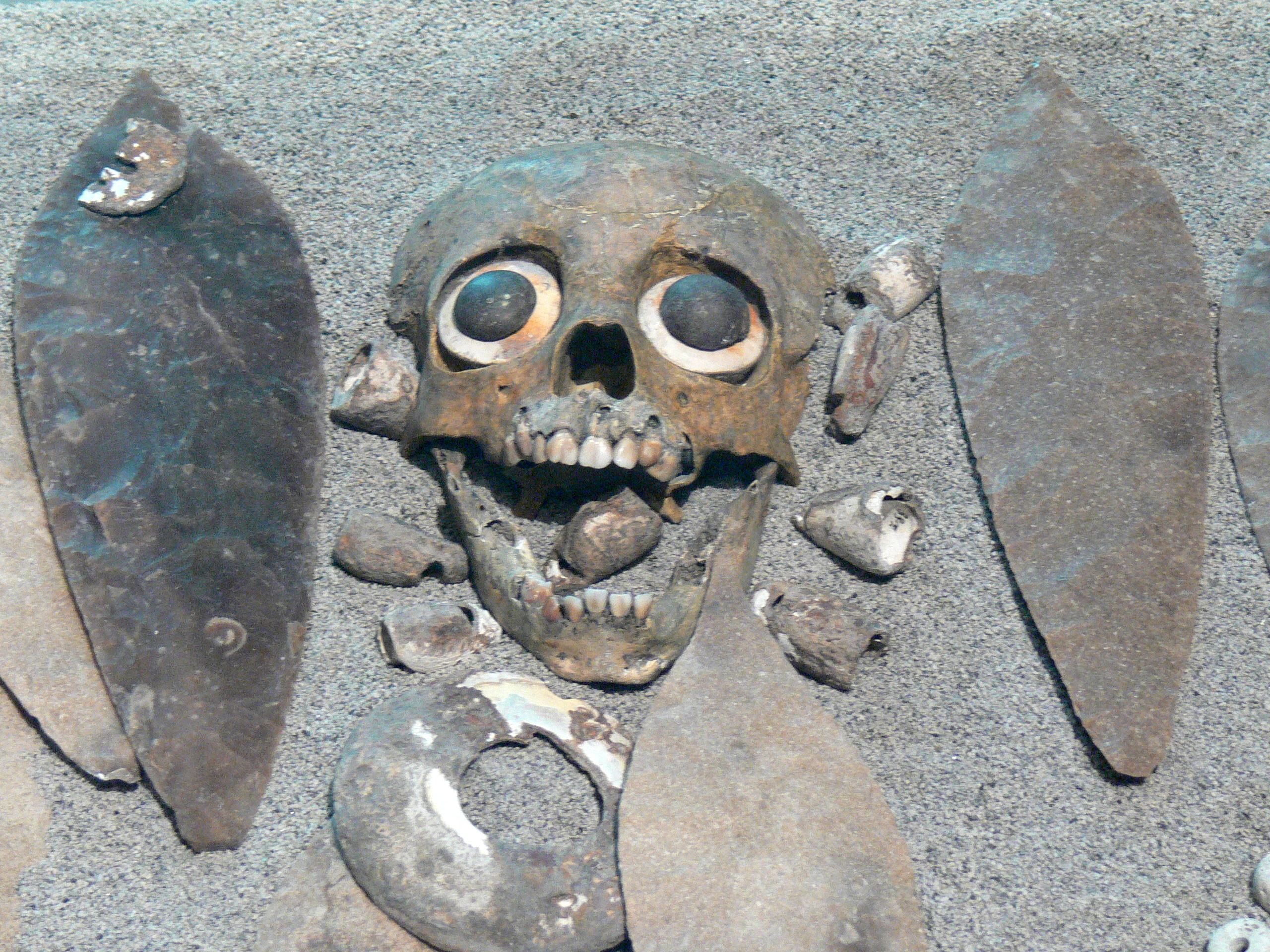
展示於墨西哥國立人類學博物館的兒童遺骸等考古出土物件（的複製品）；它們出土於特拉特洛爾科的遺址，被認為與阿茲特克文化中的活人獻祭儀式有關。

活人獻祭和其他形式的儀式性暴力在前哥倫布時期的美洲十分普遍。
現今的研究者認為，在美洲某些古代文化中，活人獻祭代表對超自然領域的定期能量捐贈，是一種維持宇宙的「眾神的食物」；這種能量被延伸到神化的人類身上，同伴和家臣作為已故高級人物的侍從被犧牲，死後世界的有關概念，反映出有關社會階級制度。人類個體也被用來奉獻給寺廟或使其神聖化。在特定神話的儀式重演中，一些被犧牲者成為神靈和其他超自然力量的模仿者或代表；他們被認為是與靈性領域溝通的使者或調解者。人類個體被作為特殊捐贈而被犧牲，以祈求或回報某些利益，例如農作物的收成量豐碩。犧牲可以是贖罪、懺悔和放棄的行為，以糾正犧牲個人或集體的過失或罪惡。
古代南美洲的活人祭祀有多種形式。人類個體被殺害並被放置在墳墓中，陪伴死去的重要人物，或作為奉獻祭品埋葬在紀念性建築中，並在各種情況下作為禮物獻給眾神。

## 中美洲

### 奥尔梅克

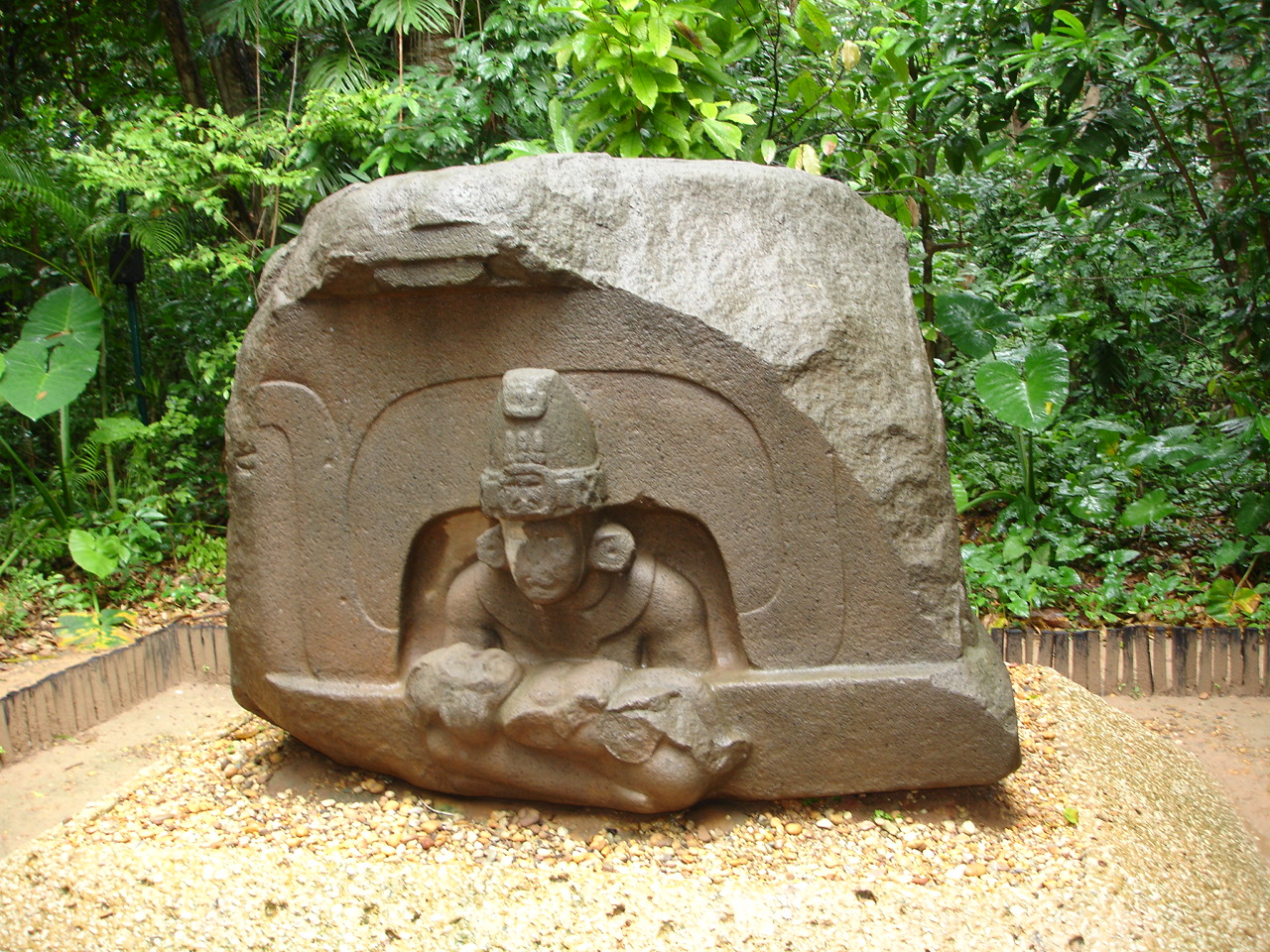
拉本塔的5號祭坛。祭壇中央的雕像人物抱著一個沒有生氣、癱軟的小美洲虎，這可能象徵了兒童獻祭；與正面雕像不同，側面浮雕中的人類抱著非常活潑的小美洲虎。

儘管沒有在奧爾梅克文明發現確切的兒童獻祭證據，但El Manatí遺址的祭祀沼泽中曾有嬰兒（也可能是胎兒）的完整骨骼與其他確定被獻祭的屍體（屍體被支解）一起發現。目前還不確定祭祀沼澤中的嬰兒究竟也是祭品的一員，或者自然死亡後被埋葬於此。
一些研究認為奧爾梅克的儀式藝術中，頗腳的美洲虎幼崽的意象可能跟嬰兒獻祭有關係，最著名的例子是拉本塔的5號祭坛還有拉斯利马斯雕像（Las Limas Monument 1）。此推論正確性如何還需要進一步研究。

### 玛雅文化
馬雅人可能和阿茲特克人一樣會在特定情況下舉行兒童獻祭。一些古典時期的馬雅藝術顯示，新國王登基或新曆法周期開始時會獻祭嬰兒的心臟；危地馬拉Piedras Negras遺址的第11號石碑描繪了一個被獻祭的男孩；一些陶罐上彩繪了其他男孩被獻祭的場景。
2005年，在屬於瑪雅文化的科馬爾卡爾科地區發現了一個亂葬崗，埋葬了一些被當作祭品的兒童，年齡界於1~2歲之間。他們因為儀式目的，在當地寺廟建造的期間被獻祭。

### 特奥蒂瓦坎文化
特奥蒂瓦卡诺有獻祭兒童的证据。1906年，萊奧波爾多·巴特雷斯（Leopoldo Batres）在太阳金字塔的四个角落发现了儿童墓葬。考古学家发现了与祭坛相关的嬰兒骨骼，有些人猜測這些嬰兒是為了獻祭被蓄意殺害的。

### 托尔特克文化
2007年，考古學家發表了一份報告，分析24具與特拉洛克小神像埋在一起的兒童遺骸，年齡界於5~15歲之間。考古学家路易斯·甘博亚（Luis Gamboa）認為只有人祭才能解釋為什麼會有這麼多屍體被埋在一起。托爾特克的首都圖拉遺址發現被斬首的兒童遺骸，年代可以追溯到公元950~1150年。

### 阿兹特克文化

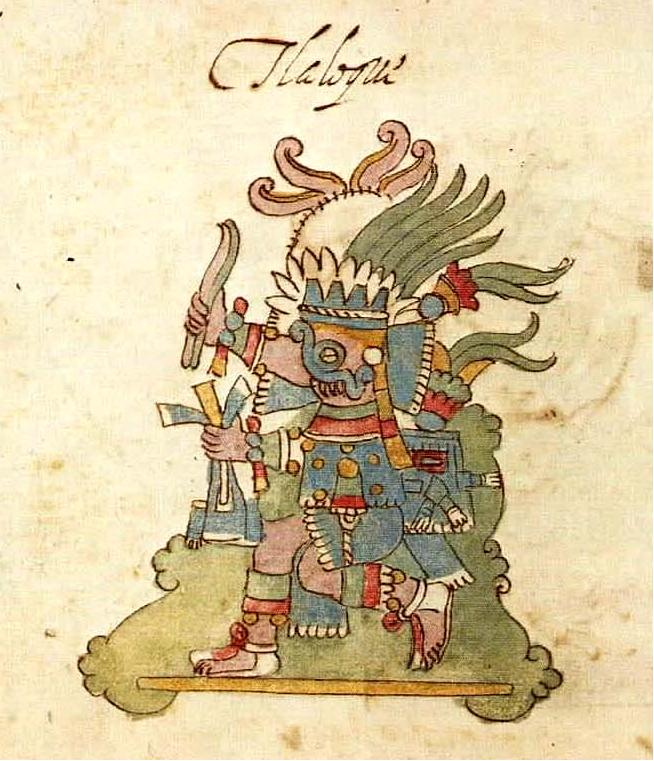
特拉洛克神。Codex Rios手稿.16世紀後期。

阿兹特克宗教是最广為记录的前哥倫布美洲文化之一。迭戈·杜兰在《Book of the Gods and Rites》內描寫了崇拜水神特拉洛克和查爾奇烏特利奎的宗教习俗和重要節日，其中包括獻祭嬰兒。
阿兹特克历的Atlacacauallo月（公历的2月2日～2月21日），儿童和俘虏被献祭给水神特拉洛克、查爾奇烏特利奎和埃埃卡提爾。
在Tozoztontli月（3月14日~ 4月2日），孩子们被献祭给克亞特裏庫（Coatlicue）、特拉洛克、查爾奇烏特利奎和Tona（存疑：原文可能指的是托納蒂烏Tōnatiuh）。
在Hueytozoztli月（4月3日～4月22日），一名女仆、一个男孩和一个女孩被献祭给森特奧特爾、凯克密科特（Chicomecoatl，七蛇神）、特拉洛克和羽蛇神。
在Tepeilhuitl月（9月30日~10月19日），以剝皮和摘除心臟的方式獻祭兒童和兩名貴族婦女，並舉辦祭祀Tláloc-Napatecuhtli、Matlalcueye、Xochitécatl、Mayáhuel、Milnáhuatl、Napatecuhtli、凯克密科特和Xochiquétzal的食人仪式。
在Atemoztli月（11月29日~12月18日），为了祭祀特拉洛克會斩首献祭兒童和奴隸。
根据貝爾納迪諾·德薩阿貢的说法，阿兹特克人相信如果不向特拉洛克献祭，就不会下雨，作物便會停止生長。考古学家在特諾奇提特蘭大金字塔的祭品中发现了42名被献祭给特拉洛克的孩子的遗骸（还有一些被献给了埃埃卡特爾）。这42名儿童（大部分是6岁左右的男孩）都患有严重的蛀牙、脓肿或骨骼感染，这些病痛足以让他们不断哭泣。特拉洛克需要幼兒的眼泪，这样他们的眼泪才能润湿大地，因此如果孩子们不哭，祭司有时会在祭祀前撕掉孩子们的指甲。 德薩阿貢還在在佛羅倫斯手抄本中說，在一年的第一个月會獻祭兒童，而且他們的父母會同意獻祭自己的孩子，使德薩阿貢感到震驚。
費爾南多·德阿爾瓦是阿兹特克人的后裔，也是Ixtlilxochitl手抄本的作者，他声称每年有五分之一的墨西哥儿童被杀害。这些高数字并没有得到历史学家的证实。 埃爾南·科爾特斯在他的信中說：
......而且他們會殺害他們的兒童獻祭給他們的偶像。
在霍奇米尔科曾發現一個3、4歲男孩的遺骸，他的頭骨破裂，骨頭呈橙黃色、玻璃質地且具有多孔緻密的組織，考古學家推論男孩的頭骨曾經被煮熟，並因為大腦沸騰而破裂。阿茲特克人會烹煮一些人祭受害者的遺體以去除血肉並將頭骨放入京觀（Tzompantli）。

## 南美洲
考古学家在南美洲的几个前哥伦布时期的文化中发现儿童献祭的实物证据。例如考古學家史蒂夫·布爾傑 (Steve Bourget)在1995年发现42名青少年的骨头，證實過去秘鲁北部的莫切人會集体獻祭青少年。

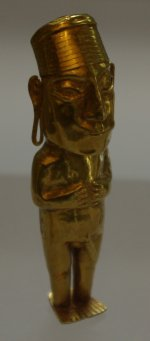
用于Capa Cocha仪式的男性小神像，印加，公元1450-1540 年，黄金，华盛顿特区敦巴顿橡树園博物馆。

### 奇穆文化
在被印加人征服前統治祕魯北部的奇穆人，曾經在萬查科（Huanchaco）的昌昌（Chan Chan）遺址舉行過大規模兒童獻祭。這是所有被發掘到的兒童獻祭中，單次規模最大的，研究人員確定至少獻祭了227個人。這個祭祀可能是為了安撫給奇穆王國帶來極端降雨的神靈，可能與聖嬰現象有關。

### 印加文化

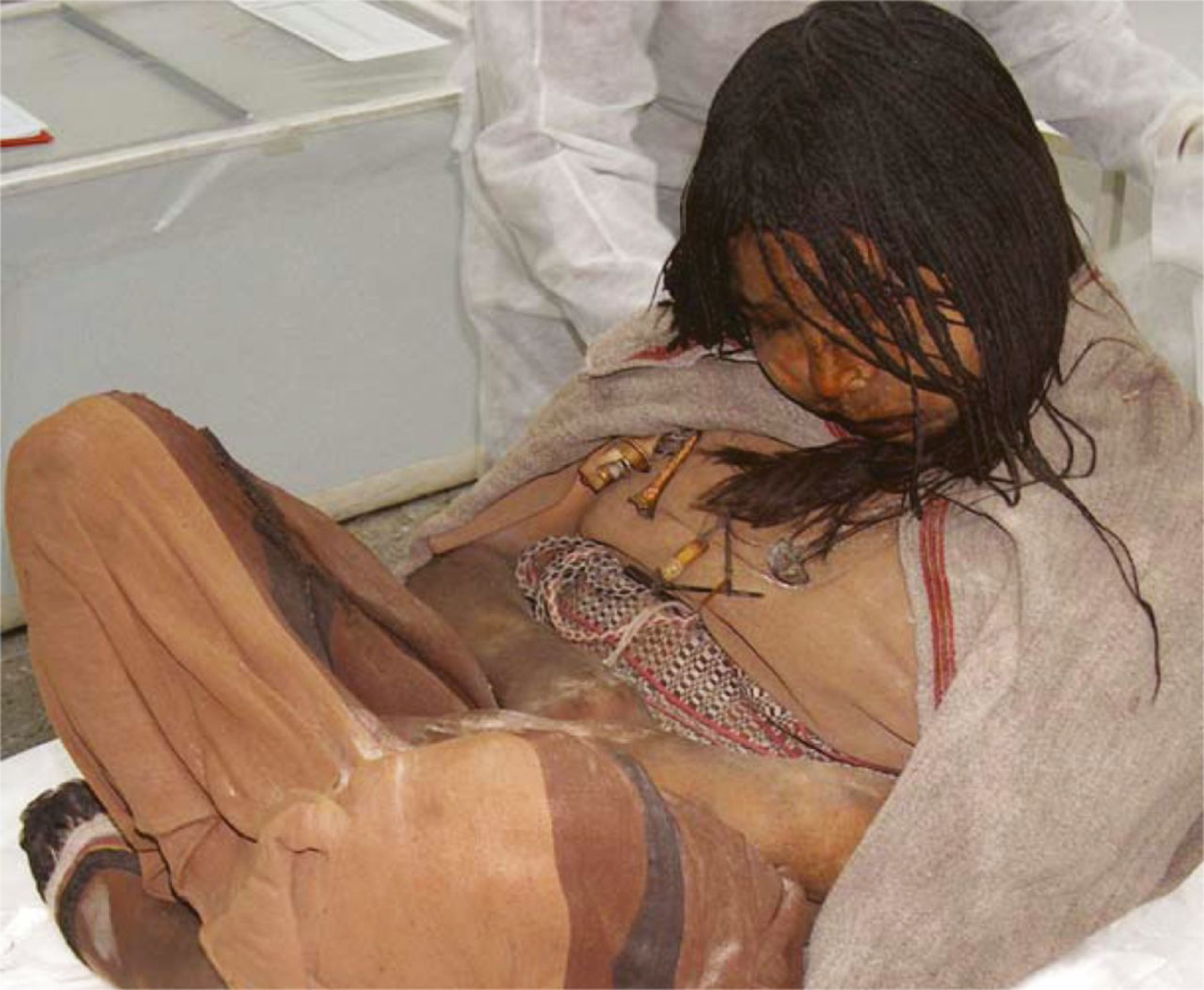
被獻祭的处女木乃伊。尤崖雅科火山（Volcán Llullaillaco）.萨尔塔省.阿根廷。

Qhapaq hucha是印加的人祭習俗，會在重大事件發生時舉行，例如薩帕·印卡皇帝之死或饥荒期间。該儀式主要使用兒童，因為他們被認為是最純潔、最適合獻給神的祭品。用於獻祭的兒童都被精挑細選過，每一個都相當健康且體貌良好，年齡界於6~15歲之間。
在祭祀前几个月甚至前几年，被選為祭品的孩子會被養胖，他們可以享用與菁英階級相同的飲食，包括玉米和动物蛋白。他们會身着精美的服装和珠宝，被护送到库斯科去覲見皇帝。皇帝會在那里为他们举行盛宴，感謝他們為國家的付出。在墓地发现了100多件珍贵的饰品与这些孩子一起被埋葬。
印加的高等祭司會带領孩子们到高山上献祭。由于旅途漫长而艰辛，人們會給孩子們吃古柯葉幫助呼吸，使他们能够活着到达墓地。到达墓地后，孩子们會飲用迷幻藥，以尽量减少疼痛、恐惧和抵抗，然后他们要么被勒死，要么死於头部重击，要么被暴露在寒冷的環境中死去。
早期的西班牙传教士曾在文獻中提到這個習俗，但直到最近，考古学家（如Johan Reinhard）才开始在安第斯山顶发现这些犧牲者的遺体。許多犧牲者的遺體因為低温和山間乾燥通風的環境自然形成木乃伊。科學調查證明，部分遺體的確在死前被餵食酒精和古柯葉。

#### 印加木乃伊
1995年，在安帕托山上发现了一个年轻印加女孩（15岁）的尸体，她幾乎被冰凍，使遺體完整地保存了下來，后来被命名为胡安妮塔木乃伊。根據她的遺體附近散落的物品，考古學家推斷她是被獻祭的祭品。不久之后，在發現胡安妮塔的地方附近，又发现了一名女孩（6 岁）和一名男孩（8 岁）的冰封木乃伊。三人體內都有曾服用酒精和古柯叶的迹象，使他们在沉睡中被凍死。男孩是三人之中唯一一个表现出抵抗迹象的人，因为他的手脚被绑住了，也有人推测他可能死于窒息，因为他的衣服上有呕吐物和血迹。
1999年，在尤耶亞科山海拔6739米的山顶附近，阿根廷&秘鲁聯合探险队发现了三具保存完好的印加兒童遺體，他們被合稱為尤耶亞科之子。他們大約在500年前被犧牲，包括绰号La doncella的15岁少女、7岁男孩和綽號為La niña del rayo（閃電女孩）的6岁女孩。閃電女孩的綽號來自她的遺體曾在考古學家發現前被閃電擊中，導致她的遺體和陪葬的文物部分被燒毀。後來人們專門為這三具木乃伊建造了高海拔考古博物館（Museum of High Altitude Archaeology，阿根廷薩爾塔）以供展示。 

### Timoto-Cuicas文化
Timoto–Cuicas崇拜石头和粘土製成的偶像，建造寺庙，并舉行人祭。直到殖民时代，還有兒童被秘密地在Laguna de Urao ( 梅里達州 )殺害 ，記載於傳教士胡安·德卡斯特利亞諾斯（Juan de Castellanos）紀錄的女神伊卡克（Icaque） 人祭儀式

## 北美洲
波尼族每年都会举行晨星仪式（Pawnee mythology），過去的儀式中必須献祭一名年轻女孩。19世紀後波尼族已經不在晨星儀式中犧牲人類。
密西西比文化的卡霍基亚土墩遺址中，第72号土墩發現了数十具女性随从遗骸以及四具无头男性骨骼，其中女性確定是被獻祭的。 約150公里以北，迪克森土墩（Dickson Mounds）有一個大約同時期的遺址，當中也發現了一个乱葬坑，里面也有四具无头男性骷髅。雖然這四具骷髏被發現時，考古學家發現，他們原本應該是頭部的地方被用陶罐取代了，但這樣子還不能百分之百證明這四具屍體也是被獻祭的。